# Savo Skoko
Savo Skoko (Jugovići (Gacko, BiH), 4. siječnja 1923. — Beograd, 20. rujna 2013.), srpski povjesničar i visoki vojni časnik. Nosio je čin pukovnika JNA.

## Životopis
Rođen u Jugovićima kod Gacka. U Fojnici završio osnovnu školu. Završio je osnovnu školu u Fojnici a Gimnaziju i Časničku školu pješaštva završio u Beogradu. Sudionik NOB-a. Filozofski fakultet završio u Beogradu. U Beogradu je od 1966. do 1968. pohađao poslijediplomski studij na Filozofskom fakultetu, na kojem je 1968. magistrirao s tezom Spor Srbije, Bugarske i Grčke oko Makedonije i Balkanski savez te doktorirao 1974. disertacijom Drugi balkanski rat 1913. Proučavao je vojnu povijest Srbije u 19. stoljeću, Balkanskim ratovima i Prvom svjetskom ratu.
Za zasluge u oružanoj borbi protiv fašizma, dvaput je odlikovan Ordenom za hrabrost, Ordenom zasluga za narod sa srebrnim zrakama i Ordenom bratstva i jedinstva sa srebrenim vijencem, a za mirnodopske zasluge u izgradnji i modernizaciji Oružanih snaga FNRJ: Ordenom za vojne zasluge sa srebrnim mačevima, Ordenom Narodne armije sa srebrnom zvijezdom i Ordenom Narodne armije za zlatnom zvijezdom. Dobitnik je Prosinačke nagrade JNA i Plakete Saveznog odbora SUBNOR-a.

## Važniji radovi
- Drugi balkanski rat 1913, I 1968. i II 1974.
- Vojvoda Živojin Mišić, Moje uspomene (priredio za objavljivanje i dopisao poglavlja o Drugom balkanskom i Prvom svetskom ratu). Ova knjiga je štampana u šest izdanja od 1969. do 1990.
- Vojvoda Stepa Stepanović u ratovima Srbije 1876—1918. (s Petrom Opačićem, šest izdanja od 1969. do 1990).
- Vojvoda Radomir Putnik I i II 1984, 1985. i 1990.
- Opačić, Petar; Skoko, Savo (1981). Srpsko turski ratovi 1876-1878. Beograd: BIGZ.
- Kolubarska bitka 1914. (1991, 1996)
- Pokolji hercegovačkih Srba 1941. (1991)
- Krvavo kolo hercegovačko (2002.)
- Antifašistička Nevesinjska puška (2012.)
- Na besmrtnoj vertikali Srpske ratne prošlosti (2012.)
- Srbija i Crna Gora u Balkanskim ratovima i Prvi svetski rat-opšta istorija (1976.), ilustrirana ratna kronika, jedan od autora

Napisao je i veliki broj članaka i podlistaka o srpskoj ratnoj prošlosti.